# Vršatské Podhradie
Vršatské Podhradie és un poble i municipi d'Eslovàquia que es troba a la regió de Trenčín.

## Història
La primera menció escrita de la vila es remunta al 1439.

## Demografia
| Godina             | 1994 | 2004    | 2014   | 2024   |
| ------------------ | ---- | ------- | ------ | ------ |
| Nombre de persones | 283  | 249     | 238    | 217    |
| Diferència         |      | −12,01% | −4,41% | −8,82% |

| Godina             | 2023 | 2024   |
| ------------------ | ---- | ------ |
| Nombre de persones | 216  | 217    |
| Diferència         |      | +0,46% |